# وولوو-سن-پیر
شهر وولوو-سن-پیر (به فرانسوی: Woluwe-Saint-Pierre) در شهرستان بروسل  در منطقه بروکسل در کشور بلژیک واقع شده‌است.